# Musca santoshi
Musca santoshi este o specie de muște din genul Musca, familia Muscidae, descrisă de Joseph și Parui în anul 1972. Conform Catalogue of Life specia Musca santoshi nu are subspecii cunoscute.